# Apostolischer Nuntius in Brasilien

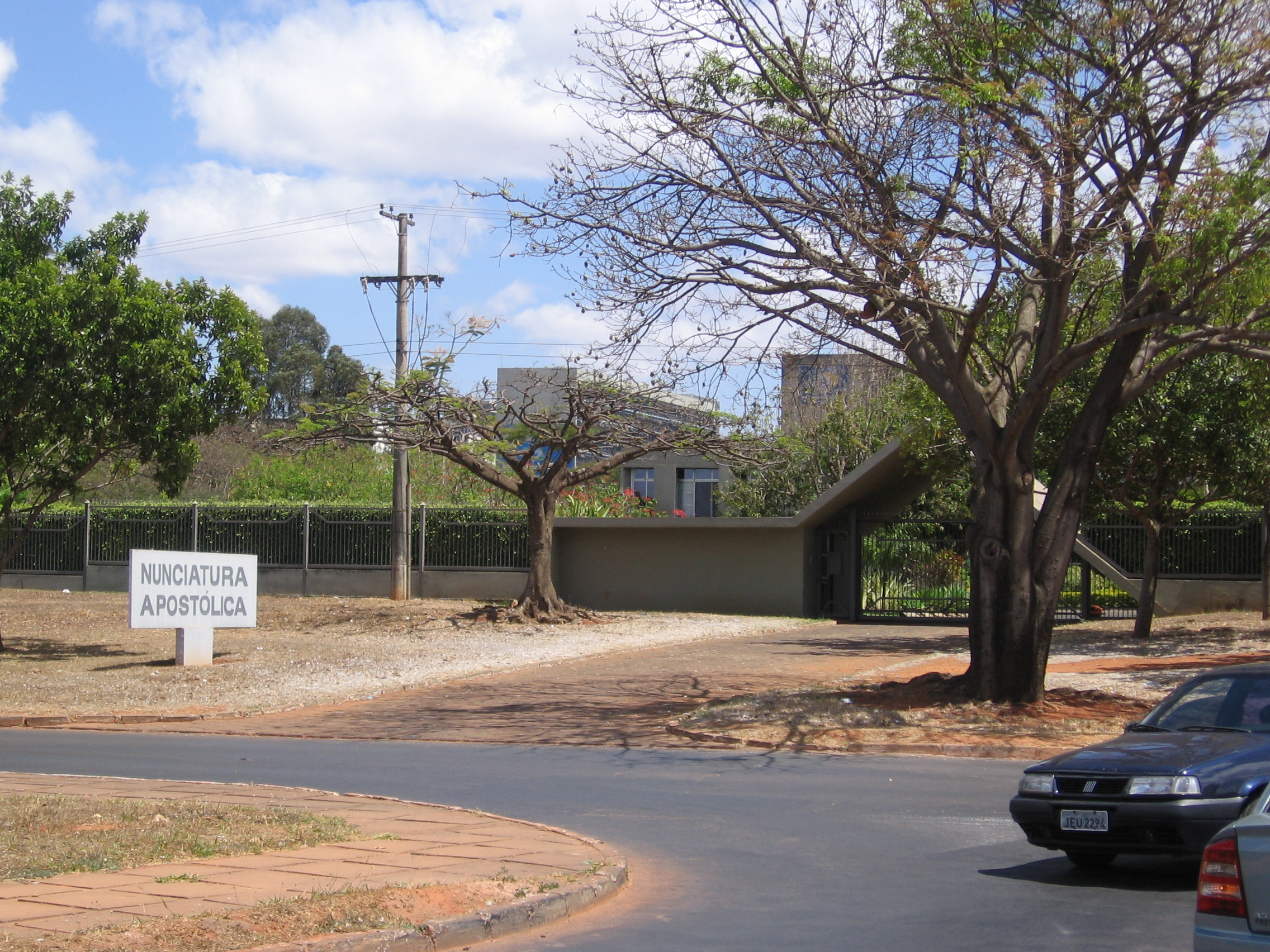
Die Apostolische Nuntiatur in Brasília

Der Apostolische Nuntius in Brasilien ist der ständige Vertreter des Heiligen Stuhles (also des Papstes als Völkerrechtssubjekt) bei der Regierung der Republik Brasilien. Er hat den Rang eines Botschafters. Der Sitz der Nuntiatur ist Brasília.

## Verzeichnis der Nuntien in Brasilien
- Pietro Ostini (17. Juli 1829 –  2. September 1832)
- Mariano Falcinelli Antoniacci, O.S.B.  (30. März 1858 –  14. August 1863)
- Angelo Di Pietro  (30. September 1879 –  21. März 1882)
- Mario Mocenni  (28. März 1882 –  18. Oktober 1882)
- Vincenzo Vannutelli  (22. Dezember 1882 –  4. Oktober 1883)
- Girolamo Maria Gotti, O.C.D.  (19. April 1892 –  1. Dezember 1896)
- José Macchi (14. Februar 1898 –  Januar 1904)
- Giulio Tonti (23. August 1902 – 4. Oktober 1906)
- Alessandro Bavona (10. April 1908 – 1911)
- Giuseppe Aversa (2. März 1911 – 4. Dezember 1916)
- Angelo Giacinto Scapardini, O.P.  (4. Dezember 1916 – 1920)
- Enrico Gasparri  (1. September 1920 – 1925)
- Benedetto Aloisi Masella  (26. April 1927 – 1946)
- Carlo Chiarlo  (19. März 1946 – 24. September 1954)
- Armando Lombardi (1954 – 4. Mai 1964)
- Sebastiano Baggio (26. Mai 1964 – 23. Juni 1969)
- Umberto Mozzoni (19. April 1969 – 1973)
- Carmine Rocco (22. Mai 1973 – 12. Mai 1982)
- Carlo Furno (21. August 1982 – 15. April 1992)
- Alfio Rapisarda (2. Juni 1992 – 12. Oktober 2002)
- Lorenzo Baldisseri (12. November 2002 – 11. Januar 2012)
- Giovanni d’Aniello (10. Februar 2012 – 1. Juni 2020)
- Giambattista Diquattro (seit 29. August 2020)